# David Spielberg
David Spielberg (Weslaco, 6 maart 1939 – Los Angeles, 1 juni 2016) was een Amerikaans acteur.

## Biografie
Spielberg begon met acteren in 1969 met de televisieserie NET Playhouse. Hierna heeft hij nog meerdere rollen gespeeld in televisieseries en films zoals Bob & Carol & Ted & Alice (1973), Christine (1983), Falcon Crest (1989), ER (1995) en Baywatch (1991).
Hij overleed op 77-jarige leeftijd.

## Filmografie

### Films
Selectie:
- 1983 · Christine – als Mr. Casey
- 1979 · Winter Kills – als Miles Garner
- 1977 · The Choirboys – als Finque
- 1975 · Hustle – als Jerry Bellamy

### Televisieseries
Uitgezonderd eenmalige gastrollen.
- 1991 · Baywatch – als Eric Van Alden - 2 afl.
- 1993 · Star Trek The Next Generation - als commander Hutchinson - 1 afl.
- 1995 · ER – als dr. Neil Bernstein – 4 afl.
- 1993 · Hearts Afire – als Jordan – 2 afl.
- 1989 · One Life to Live – als Ambrose Wyman - ? afl.
- 1989 · Falcon Crest – als Ned Vogel – 3 afl.
- 1988 · Wiseguy – als Herb Ketcher – 6 afl.
- 1985 · Space – als Skip Morgan – 3 afl.
- 1981 · Jessica Novak – als Max Kenyon – 6 afl.
- 1980 · From Here to Eternity – als kapitein David Ross - 3 afl.
- 1979 · One Day at a Time – als Mark – 3 afl.
- 1978 · The American Girls – als Francis X. Casey - 7 afl.
- 1978 · King – als David Beamer – 3 afl.
- 1976–1977 · The Practice – als dr. David Bedford – 27 afl.
- 1975 · The Rockford Files – als politiesergeant Tom Garvey – 2 afl.
- 1973 · Bob & Carol & Ted & Alice – als Ted Henderson – 12 afl.
- 1972–1973 · Banacek – als Church – 2 afl.
- 1971–1972 · The Bold Ones: The Lawyers – als Vernon Wahlburg – 3 afl.
- 1971 The Doctors - als dr. Albert Steiner - 5 afl.

- International Standard Name Identifier: 0000 0000 4356 2389
- Library of Congress Control Number: no2002112632
- Virtual International Authority File: 36595847
- WorldCat: E39PBJtrWf4FdrKXKrvWYJ3qQq